# Obex (anatomie)
 (avril 2023).
Le contenu est difficilement compréhensible vu les erreurs de traduction, qui sont peut-être dues à l'utilisation d'un logiciel de traduction automatique.

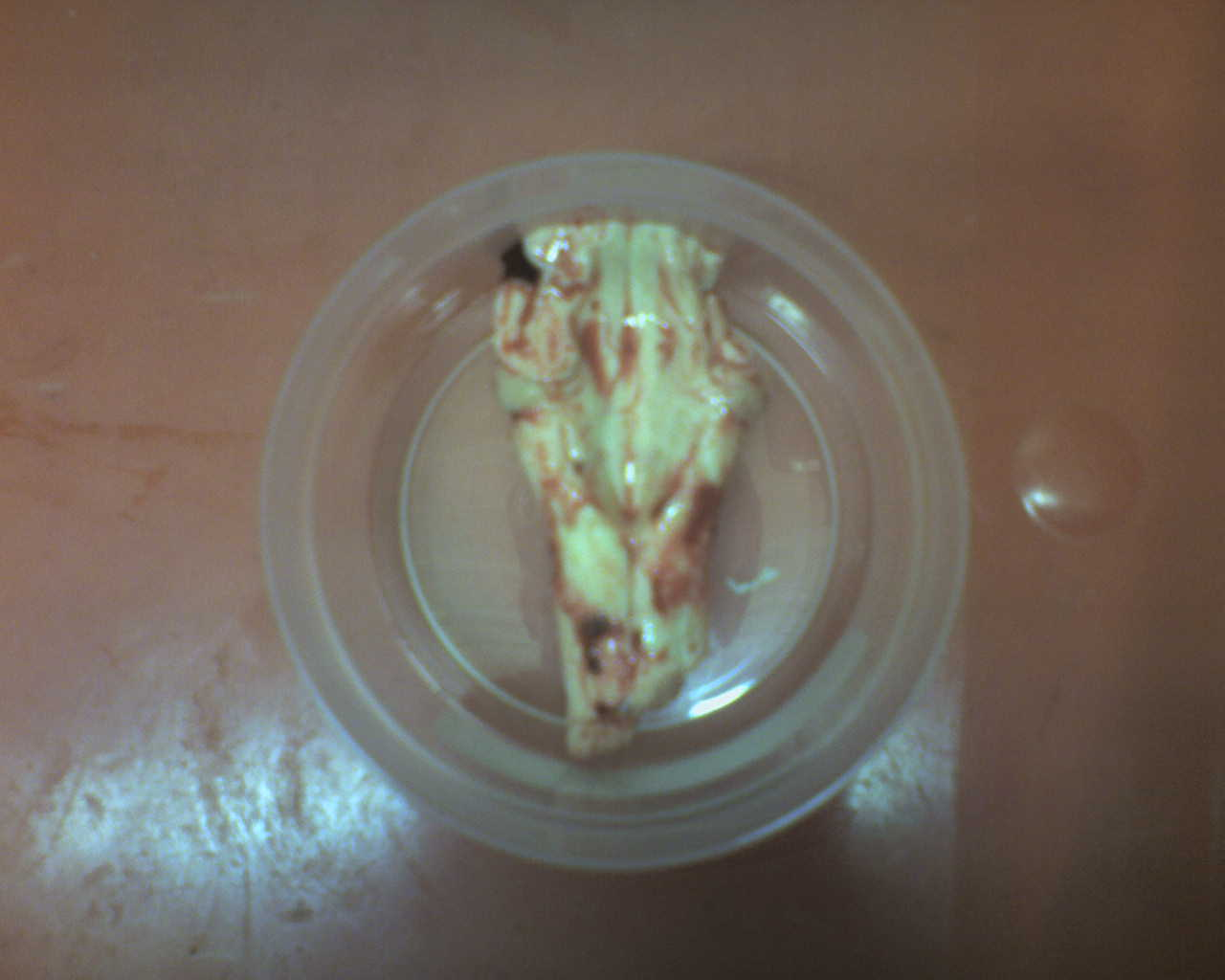
Obex pour le Test ESB.

L’obex cérébral ou boulon, est un terme latin qui dans cette langue signifie barrière, et constitue le point dans le cerveau humain où le ventricule IV se rétrécit pour former le centre du canal de la moelle épinière.
Il est une fraction du système nerveux située à la base du bulbe rachidien. Il a une forme de V. Lors des contrôles en abattoir, c'est lui qui est analysé afin de diagnostiquer si l'animal est atteint par l'encéphalopathie spongiforme bovine.
La décussation des fibres sensorielles a lieu à ce niveau.
L'obex peut être considéré comme le dernier orifice que nous trouvons dans le quatrième ventricule, son importance est donc reléguée à la capacité de contrôler et de coordonner avec la citerne magna qui est pratiquement lié au drainage des foramina de Magendie et de Luschka.
Les lésions à cet endroit peuvent provoquer une hydrocéphalie obstructive. La plus fréquente de ces lésions est le Subependymoma (en) une tumeur bénigne . Des hémangioblastomes ont été observés à cet endroit. 

## Images

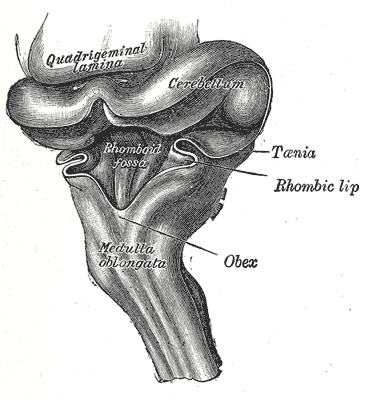
Cerveau postérieur d'un embryon humain de trois mois, vu de l'arrière et partiellement du côté gauche.
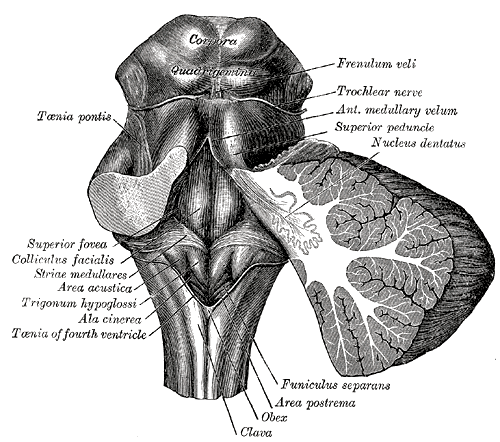
Fosse rhomboïde.